# Apulco (Zacatecas)
Apulco (Del Nahuatl Apcolco) es la cabecera municipal del Municipio de Apulco. Está localizado en el sur del estado de Zacatecas, México.